# Beaubery
Beaubery ist eine französische Gemeinde mit 361 Einwohnern (Stand 1. Januar 2022) im Département Saône-et-Loire in der Region Bourgogne-Franche-Comté. Sie gehört zum Arrondissement Charolles und zum Kanton Charolles. Im nordöstlichen Gemeindegebiet verläuft der Fluss Semence.

## Bevölkerungsentwicklung
| Jahr      | 1962 | 1968 | 1975 | 1982 | 1990 | 1999 | 2007 | 2015 |
| Einwohner | 426  | 509  | 445  | 419  | 392  | 357  | 349  | 368  |

## Sehenswürdigkeiten
- Das Schloss Quierre
- Das Schloss Corcheval (12. Jahrhundert)